# Jindřich Parma
Jindřich Parma (* 14. září 1952 Praha) je český hudební skladatel pop music.

## Život
Otec Eduard Parma (1929–2010) byl hudební skladatel, matka Jaroslava úřednice. Po absolvování Státní konzervatoře v Praze (1968–1974) ve hře na trubku u prof. Václava Junka hrál ve skupině Fousy, pak v jazzrockovém seskupení Mahagon (1974–1976) a zároveň komponoval své první instrumentální skladby (např. „Ještě není pozdě“, „Všichni se tam sejdeme“, „Večeře u Pepíka“, „Lék proti zimě“, „Prázdniny“, „Lamie“ atd.). Též v období 1973–1980 působil v orchestru Karla Vágnera doprovázejícího tehdy československou několikanásobnou Zlatou slavici Hanu Zagorovou.
Od roku 1981 již na trubku nehraje (po letech opět od roku 2016) a pouze skládá, aranžuje a nahrává pop hudbu včetně instrumentálních skladeb (např. „Snění“, „Salora“, „Fostex“, „Juno“ – tato skladba byla použita ve filmu Slunce, seno, jahody v roce 1983, atd.). Sólově na trubku nahrál skladbu „Kouzelná hvězda“ (1980), známou z rozhlasu. Velice často texty k jeho písním psal Zdeněk Borovec, Pavel Žák, Miroslav Černý, Michal Bukovič, Michal Horáček a spousty dalších, včetně textaře Pavla Cmírala. V roce 1999 vzpomínal Karel Vágner ve své knize Nejen mistr basů na Jindřicha Parmu jako na jednoho z prvních, který v tehdejším Československu skládal a aranžoval diskotékovou muziku a který vynikal i jako aranžér, jenž kromě jiného aranžoval Vágnerovu skladbu Holky z naší školky a přičinil se tak o její mimořádný úspěch.
20.3. 2017 v pražské Lucerně vystoupil při narozeninovém koncertu „Hej mistře basů aneb 75. narozeniny Karla Vágnera,, Jindřich Parma s trumpetou s bývalými členy (V.Hádl, J.Rotter, S.Kalous) orchestru Karla Vágnera.

## Dílo
V 80. letech skládal pro Karla Gotta písně „Chyť své dny“ (1987), „Dlouhá noc končí svítáním“ (1988), „Karneval, Tanz und Maskenball“ (1989), „Faust“ (1990), „Promoklý donchuán“(1990), „Oh, My Darling“(1992), pro Hanu Zagorovou písně „Jedu s Vámi“, „Co Ti brání v pousmání“, „Zvonková pouť“, „Maxitaxi“, „Byl jsi tak jiný“, „Óda na život“, „Najdi louku“, pro Marii Rottrovou „Můj, to se ví“, „Zářím“, „Bázlivá“ a začal dlouholetou, velmi úspěšnou spolupráci s Petrem Kotvaldem, pro kterého napsal sérii hitů: „Kouzelnice“, „Je v tahu“, „Milujem se čím dál víc“, „Gejzír“, „Kdekdo je dál“ a „Satelit“. Roku 1990 napsal skladbu „Happy Birthday“ na singl Heleny Vondráčkové, který bohužel nikdy nevyšel, až po letech vyšla uvedená skladba na CD (13. 1. 2006 na albu Heleny Vondráčkové ,Skandál,,) a zároveň v témž roce získal ocenění Diskoslavík. Roku 1991 zpíval Michal David jeho písně ve filmu Discopříběh 2 (finální píseň z tohoto filmu „Tak na to šlápni“ se v nové verzi objevila v roce 2010 v muzikálu Jak zabít Davida a zároveň se stala otvírákem pro koncert M. Davida Mejdan roku z O2 Arény – Michal David 50). Kotvaldem zpívaná píseň „Milujem se čím dál víc“ získala v roce 1990 ocenění jako skladba roku v anketě Duhová deska.
Dále v 90. letech 20. století spoluzaložil s R. Velechovským a svým bratrem Eduardem Parmou mladším rapovou skupinu Rave model, která pronikla na české diskotéky skladbou „Karel Gott nemá funky rád“ a též skladbou „Mastroianni“. V té době zároveň začal spolupracovat se zpěvačkou Janou Feriovou a pod společným názvem Karya vydali u Monitor-EMI dvě alba Karya (1993) a Mastroianni (1994), největším hitem se stala skladba „Spoutaná“. Remix Spoutané spolu s novými skladbami se objevil na 3. albu Spoutaná v roce 2005. S Heidi Janků nahrál skladby „Skandál“, „Ave Maria“, „Long Play“ či „Sejmi svý soky“. V letech 1996–1998 složil a nahrál anglicky zpívané skladby pro vokální skupinu Blondes s hity „Volare Cantare (Love Generation)“, „Stay (I Love You So Much)“ a „Amor (Knockin' Here On My Door)“. Velkých hitem se v roce 1999 stala vánoční píseň „Vánoce hrajou glórijá“, kterou zpíval Petr Kotvald. Skladba „Mumuland“ obsadila v létě 2001 první místo v IFPI Radio 2001, stala se jedním z největších hitů P. Kotvalda a zároveň hitem tohoto roku a dekády vůbec. V roce 2002 realizoval projekt Dýza Boys s V. Upírem Krejčím a I. Pešákem. Až o několik let později se skladba „Nekecá, nekecá“ z jediného stejnojmenného alba Dýza Boys stala velice populární na YouTube. V témže roce složil skladby pro album Heidi Janků s hitem „Když cowboy spí“ a album G. Goldové se singlem „Loď odplouvá“, které však i přes vydání v Polsku nijak zvlášť neprorazilo v Česku.
V roce 2003 získala skladba P. Kotvalda „Marilyn“ z CD Planeta svádění 20. míst na IFPI Radio 2003. Ve stejném roce napsal J. Parma pro Ivetu Bartošovou skladby „September Lady“, „Skandál“, „Utajená dovolená“ . V roce 2005 skládá „Boomerang“, roku 2008 „Othello“ a roku 2013 „Spam“ pro Lucii Vondráčkovou. Skupina Těžkej Pokondr nahrála vlastní verzi Mumulandu jako „Malyland“ s textem L. F. Hagena a Eva Pilarová nahrála pro album Rodeo (2002) „Co jsi uměl, zapomínáš“ a „Srdcový král“. Heidi Janků vydala skladby „How do you do, dobrej den“ a „Do manželských postelí“.
Jindřich Parma měl dvě vlastní skupiny. První byl Hipodrom (1988–1992) s megahitem „Pražský haus“ ze stejnojmenného alba z roku 1990, dalšími singly byly „Noční proud“ a „Bourák“. Z druhého alba Hipodrom 2 pak vyšel singl „Dámy, 'sme v rejži“ a byl natočen videoclip „Love me baby“. Druhým osobním projektem byl Mumuland orchestra, který v roce 2002 vydal CD Mumuland party mix se singly „Haribara“, „Den motýlů“ a „Hej, karamela“, tyto skladby byly však médii opomenuty.
Rok 2007 přinesl skladbu P. Kotvalda „Aka huka daka“, rok 2008 trance remix skladby „Milujem se čím dál víc“ od slovenského DJ Cobry, rok 2009 po velmi dlouhé době novou skladbu V. Vávry „Už se nebudu ptát“ z CD Vávrových hitů nově předělaných právě J. Parmou. S Heidi Janků nahrává písně „Frikulín“ a „Natotata“. Pro dětský televizní program Up.Paráda V. Upíra Krejčího složil znělku Paparáda a o rok později napsal a nahrál pro P. Kotvalda a S. Hložka jejich první novou originální píseň po 25 letech „Cool rendes-vous“, ta se však ocitla mimo zájem médií. Koncem roku 2011 vyšlo P. Kotvaldovi album Právě tady, právě teď, pro které všechny písně složil právě Parma a titulní píseň „Právě tady a právě teď“ je hodnocena jako jedna z vůbec nejlepších písní jeho dosavadní skladatelské kariéry. Skladby J. Parmy se během uplynulých 40 let objevily na desítkách alb a kompilací a jejich seznam dnes již nelze snad ani vytvořit (seznam skladeb dosáhl ke konci roku 2019 úctyhodného čísla 716).
Dalšími interprety, kteří nahráli Parmovy skladby, jsou např. Bernie Paul (i s Bo Andersen), Guillermo Marchena, polská skupina Vox, rakouská zpěvačka Goldie Ens, Eva Hurychová, Michaela Linková, Linda a Pavel, M. Malá, Sagvan Tofi, Blíženci, duo Stanislav Hložek a Petr Kotvald, skupina Mammonville, skupina Technoboys, slovenský akordeonista Peter Hanzely, kytarista Lubomír Brabec, skupina Mahagon, Petr Rezek, Pavel Vítek, Cutmaster and MC Groove, skupina Times Square, zpěvačka Indian Princess Leoncie, Pavla Forstová, zpěvačka Petra, Roman Roy a spousty dalších. Zpěvák a herec Vojta Dyk příležitostně zpíval se svým vedlejším seskupením Tros Discotecos píseň Mumuland jako reggae.
Rok 2013 začal dokončováním a v únoru vydáním nového alba skupiny Hipodrom po 21 letech Hipodrom 3, na kterém se pěvecky podílí i zpěvačka Karya (Jana Feriová). Tentokrár změnil styl hraní na funk či funky house a toto album vydal u firmy Parma productions. Jediný singl z alba „One note funk, one note disco“ rádia nepodpořila. Skladba „Mumuland“ vyšla v nových verzích na digitálním EP Mumuland u australského vydavatelství LNG music, vydavatelství nové verze zařadila mezinárodně i na čtyři dance kompilace. Australskou verzi Mumulandu v roce 2013 přebralo i vydavatelství XELON entertainment a přiřadilo ji i na své další čtyři taneční kompilace.
Jindřich Parma v současnosti[kdy?] vydává i instrumentální alba. V roce 2012 první album Parma electronics 1 obsahující 20 skladeb z let 2007 až 2012 a druhé album Parma electronics 2 v roce 2014. Deset nových tanečně laděných písniček nahraných pro plánované album Petr Kotvalda nakonec vyšlo v květnu 2016 na 3 CD kompilaci EXXXclusive. Zde se nachází i zatím Kotvaldův poslední hit „Rosalyn“. Na přelomu roku 2015/2016 Jindřich Parma vydal album instrumentálních skladeb složených výhradně v 80. letech, tedy na počátku své syntezátorové éry, v nově nahraných verzích. Album má název Juno – Nové retro, Back to 80, a titulní skladba Juno byla použita v českém seriálu HBO Europe Pustina. Na podzim 2017 vyšlo nové album zpěvačky Karya Zůstaň, kde je 15 Parmových skladeb, např. „Zůstaň“, „Vodopád“, „Kde tě mám“ ad.
Od června 2017 do července 2018 nahrál své první trumpetové album Portské a trumpeta s deseti svými novými skladbami a dvěma staršími v nových verzích: „Kouzelná hvězda 2018“ a „Milujem se čím dál víc“. Album je melodicky orientováno, označeno jako styl Easy listening music (lehký poslech) a bylo vydáno v polovině září 2018. V červenci 2018 vydalo americké vydavatelství Smiling C bílý vinylový 12" maxi singl Karya s názvem Muž ze skla a s původními nahrávkami Jindřicha Parmy z roku 1991, který distribuovalo do řady obchodů s vinylovými deskami po celém světě.
V listopadu 2018 vyšla Parmova písnička Love is love na albu Lucie Vondráčkové „Růže“ .
Od ledna 2019 do srpna 2019 nahrál své druhé pop - trumpetové album Panacea, které přineslo tanečně laděné melodie v moderním studiovém soundu. Album bylo vydáno v polovině září 2019.
Na konci září 2019 polští Vox po letech vydali novou skladbu a to Parmovu písničku „Porwij mnie“ ( v originále Rainy day z roku 1986) na svém rádiovém singlu a i na videu .
V září 2020 vydává "černé" CD EP "Pražský "haus" 2020 ( tři verze ), skladba je nově nahrána s vokály D.Herzánové a sóly Jindřicha Parma na trumpetu .
Pražský "haus" 2020 - trumpetová verze- je zároveň otvírací skladba třetího Parmova trumpetového alba "Chyť své dny" . To je postaveno speciálně jen na samých skladbách , které autor napsal již dříve pro jiné zpěváky ... K.Gott , P.Kotvald , Karya, G.Ens, Blondes a jsou zde i trumpetové verze populárních instrumentálních skladeb z 80. let Juno a Možná. Album Chyť své dny vyšlo v říjnu 2020 .
Album " Herr Parmas " , které věnoval svému otci - kapelníkovi , skladateli , aranžérovi , trumpetistovi a klavíristovi - vychází na podzim 2021 , je v parmově tvorbě zatím nejtanečnější počin a obsahuje 8 skladeb v delších stopážích od 5 přes 7 minut.
O půlrok později v březnu 2022 vychází výběr parmových trumpetových skladeb z předešlých čtyř alb v lehce zvukově upravených verzích . Album nese název " Už bylo ...vol.1 " .
V srpnu 2022 Jindřich Parma vydává v licenci Supraphonu cd album "Pražský haus..plus" . Je to album jeho skupiny z 80. a 90. let  - Hipodrom , zde se dvěma bonusy .."Bourák"  a "Bourák" instrumental .
Podzim 2022 se nese ve znamení vydání dvou cd alb na Parmově vydavatelství Parma Productions . Nejdříve vychází v září šesté pop-trumpetové album 
" Sen", kde je např. nová verze skladby Technohaus, zde jako Technohaus 2 nebo skladba "Kafe Prag", která je věnována tátovi Eduardovi Parmovi st., který byl také trumpetista a vynikající hudební skladatel. Poté vychází v listopadu remasterovaná reedice alba Hipodrom 2  s novým obalem. 
V březnu 2023 vychází sedmé trumpetové album  " Už bylo...vol.2 " , které autor sestavil opět ze svých minulých trumpetových alb nahraných v období 2019-2022 , i zde jsou všechny skladby v trochu jiných verzích než na originálních albech . jako bonusy jsou zde skladby " Drink ve vaně ", "Štěchovická pohoda " a ne-bonus nová verze starší skladby " Sushi " . Rok 2023 pokračuje  vydáním  8. trumpetového alba s názvem " Drinopol " ....název alba  označuje místo , ve kterém Jindřich do roku 1988 žil  -  Drinopol se nachází v Praze 6 - Břevnově . Úvodní cd singl a video z alba je taneční skladba" Duu - Digi - DeyDey " , ve které se opět po letech ozývá hlas zpěvačky Karyy ( Jany Feriové ) .  
3. ledna 2024 vychází Parmovi  CD-EP Štěchovická pohoda  ,které tvoří dva bonusy z alb " Už bylo...vol.1" a  "Už bylo...vol.2"  - Štěchovická pohoda a "Mambo"  s jejich instrumentálími verzemi . Začátkem dubna stejného roku pak vychází třetí pokračování trumpetových kompilací a to album " Už bylo...vol.3" s bonusy "Jsi cool" a  "Jé Jé" .  
10. trumpetové album  s názvem  "10 " vydává Jindřich v září 2024 . Z osmi novinek jsou na albu stěžejní skladby  "Baby love" , "Jaroslava" či  "42 Gloucester Place" , vše stále v tanečním duchu a s vocodery .              

### Známé písně
- „Mumuland“ – Petr Kotvald, Nick Skitz & Eric Mullder, Těžkej Pokondr (Malyland), živě Tros Discotecos (V. Dyk)
- „Milujem se čím dál víc“ – Petr Kotvald; DJ Cobra a Petr Kotvald – trance remix; Smrtislav ,.. samply předehry použity pro skladbu „Hejtklub pomaly“ (rapper Separ) , Cocotte minute
- „Pražský haus“ – Hipodrom  - 1988  ,  Jindřich Parma a Dagmar Herzánová - 2020
- „Spoutaná“ – Karya, Heidi Janků,....... trumpetová verze z alba "Chyť své dny" - Jindřich Parma
- „Vánoce hrajou glóriá“ – Petr Kotvald,........ trumpetová verze z alba "Chyť své dny" - Jindřich Parma
- „Je v tahu“ (spoluautor P. Seering) – Petr Kotvald, Robert N.
- „Chyť své dny“ – Karel Gott,...........trumpetová verze z alba "Chyť své dny" - Jindřich Parma
- „Party's Not Over“ – Guillermo Marchena, Bernie Paul; jako „Parta se mění“ - S. Hložek (+ L. Finková a P. Noha)
- „Gejzír“ – Petr Kotvald; jako „18“ – Blondes; jako „Crazy“ – Bernie Paul + Bo Andersen; jako „Iˈll Always Be Your Girl“ – Indian princess Leoncie
- „Volare Cantare (Love Generation)“ – Blondes,...... trumpetová verze z alba "Chyť své dny"
- „Skandál“ – Heidi Janků
- „September Lady“ – Iveta Bartošová
- „Nekecá, nekecá“ – Dýza Boys; živě hraje The Day Late and Dollar Shortkestra (US band)
- „Karneval, Tanz und Maskenball“ (česky „Dlouhá noc končí svítáním“) – Karel Gott
- „Plačky“ – Petr Kotvald
- „Kdekdo je dál“ – Petr Kotvald,........trumpetová verze z alba "Chyť své dny" - Jindřich Parma
- „Marilyn“ – Petr Kotvald
- „A tak dál“ – Petr Kotvald
- „Už po nás lásko má jdou“ – Petr Kotvald
- „Stay (I Love You So Much)“ – Blondies
- „Skandál“ – Iveta Bartošová
- „Když cowboy spí“ – Heidi Janků
- „Juno“ – Jindřich Parma + Karel Vágner orchestr – instrumental z filmu Slunce, seno, jahody (Jindřich Parma 2015/2006) v seriálu „Pustina“, .....trumpetová verze z alba "Chyť své dny"
- „Hully gully“ – Petr Kotvald
- „Kouzelná hvězda“ – Jindřich Parma a Karel Vágner orchestr – instrumental,..... Jindřich Parma 2018 nová verze
- „Mastroianni“ – Karya, Rave model,........trumpetová verze z alba "Chyť své dny" - Jindřich Parma
- „Dej nám sex“ – Petr Kotvald
- „Amor (Knockin' Here On My Door)“ – Blondes
- „Tak na to šlápni“ – Michal David z filmu Discopříběh 2
- „Noční proud“ – Hipodrom
- „Satelit“ – Petr Kotvald,.........trumpetová verze z alba "Chyť své dny" - Jindřich Parma
- „Můj dům se chrámem nestává“ – Petr Kotvald
- „Tam kde jsem já, tam nejsi ty“ – Petr Kotvald
- „Co ti brání v pousmání“ – Hana Zagorová
- „Princezno, jdi už spát“ – Stanislav Hložek, Petr Kotvald
- „Možná“ – Karel Vágner orchestr; Jindřich Parma 2015 – instrumental; jako „The carnival night“ – Peter Hanzely, akordeon,.......trumpetová verze z alba "Chyť své dny" - Jindřich Parma
- „Rosalyn“ – Petr Kotvald
- „Muž ze skla“ – Karya
- Rainy day, polská verze Porwij mnie (2019 )..... obě verze zpívají Vox
- Vodopád - Karya
- Touch me like you've always touched me - Goldie Ens, Vox, Linda Finková + Pavel Noha,....... trumpetová verze z alba " Chyť své dny "
- Promoklý Donchuán -  Karel Gott
- Bourák - Hipodrom
- Král průšvihů - Sagvan Tofi
- Michaela Linková - Zákaz vjezdu
- Láska je krásný rituál - Karya
- Zářím - Marie Rottrová
- Faust - Karel Gott
- Ave Maria - Heidi Janků
- Má holka střízlivá  - Petr Kotvald
- Zčistajasna  - Vítězslav Vávra
- Přísně soukromá sci-fi  - Petr Kotvald
- Písničková vzducholoď - Heidi Janků
- Smlouvej - Petr Kotvald
- Gábina Goldová - Loď odplouvá
- How do you do .. dobrej den -   Heidi Janků
- Technohaus - Hipodrom
- Francouz - Petr Kotvald
- Dál sníh padá - Petr Kotvald